# Уинсор (тауншип, Миннесота)
Уинсор (англ. Winsor) — тауншип в округе Клируотер, Миннесота, США. На 2000 год его население составило 146 человек.

## География
По данным Бюро переписи населения США площадь тауншипа составляет 92,9 км², из которых 92,5 км² занимает суша, а 0,4 км² — вода (0,39 %).

## Демография
По данным переписи населения 2000 года здесь находились 146 человек, 56 домохозяйств и 38 семей. Плотность населения —  1,6 чел./км². На территории тауншипа расположено 77 построек со средней плотностью 0,8 построек на один квадратный километр. Расовый состав населения: 100,00 % белых.
Из 56 домохозяйств в 35,7 % воспитывались дети до 18 лет, в 66,1 % проживали супружеские пары и в 30,4 % домохозяйств проживали несемейные люди. 28,6 % домохозяйств состояли из одного человека, при том 8,9 % из — одиноких пожилых людей старше 65 лет. Средний размер домохозяйства — 2,61, а семьи — 3,26 человека.
30,1 % населения — младше 18 лет, 5,5 % — в возрасте от 18 до 24 лет, 26,0 % — от 25 до 44, 24,0 % — от 45 до 64, и 14,4 % — старше 65 лет. Средний возраст — 39 лет. На каждые 100 женщин приходилось 143,3 мужчин. На каждые 100 женщин старше 18 приходилось 148,8 мужчин.
Средний годовой доход домохозяйства составлял 29 107 долларов, а средний годовой доход семьи —  50 417 долларов. Средний доход мужчин —  33 125  долларов, в то время как у женщин — 24 375. Доход на душу населения составил 15 375 долларов. За чертой бедности не находилась ни одна семья и 1,7 % всего населения тауншипа.